# Turkomani
Turkomani je izraz, ki se je v srednjem veku pogosto uporabljal za poimenovanje ljudstev oguškega turškega porekla. Oguški Turki (Oguzi) so bili zahodno turško ljudstvo, ki je v 8. stoletju našega štetja oblikovalo plemensko zvezo na ozemlju med Aralskim in Kaspijskim jezerom v Srednji Aziji in govorilo jezik iz oguške veje turške jezikovne družine. Danes je veliko prebivalcev Turčije, Azerbajdžana in Turkmenistana potomcev Oguzov.
Izraz Turkmen, prvotno eksonim, izvira iz visokega srednjega veka, tako kot starodavno ime Turek (türk) ter plemenska imena, kot so Bajat, Bajandur, Afšar in Kaji. Do 10. stoletja so islamski viri z Oguzi označevali muslimanske Turke, v nasprotju s tengristi ali budističnimi Turki. Izraz je vstopil v  zahodni svet prek Bizantincev v 12. stoletju. Oguzi so bili takrat pretežno muslimani. Kasneje je izraz "Oguz" med samimi Oguzi postopoma izpodrinil izraz "Turkmen", s čimer se je eksonim spremenil v endonim. Proces  se je zaključil do začetka 13. stoletja. 
V Anatoliji je izraz "Turkmen" v poznem srednjem veku  izpodrinil izraz "Osman", ki je izhajal iz imena Osmanskega cesarstva in njegove vladajoče dinastije. Turkmen ostaja endonim polnomadskih plemen Terekeme, subetnične skupine azerbajdžanskega ljudstva. 
Danes je znaten odstotek prebivalcev Azerbajdžana, Turčije in Turkmenistana potomcev oguških Turkov (Turkmenov), jeziki, ki jih govorijo, pa pripadajo oguški skupini turške jezikovne družine. V začetku 21. stoletja ta etnonim še vedno uporabljajo Turkmeni Srednje Azije, večinsko prebivalstvo Turkmenistana. Turkmeni imajo precejšnje manjšine v Iranu, Afganistanu in Rusiji. Potomci Oguzov so tudi iraški in sirski Turkmeni. 

## Etimologija in zgodovina
Trenutno prevladujoče mnenje o etimologiji etnonima Turkmen ali Turkoman je, da izvira iz besede Turk (Türk) in turške poudarjene pripone -men, ki pomeni 'najbolj turški med Turki' ali 'čistokrvni Turki'. Ljudska etimologija, ki sega v srednji vek in jo najdemo pri al-Biruniju in Mahmudu al-Kašgariju, namesto tega izpeljuje pripono -men iz perzijske pripone -mānind, pri čemer nastala beseda pomeni 'kot Turek'. Ta mešana turško-perzijska izpeljava zdaj šteje za napačno.
Izraz Turkmen, Turkman oziroma Turkoman se je prvič pojavil v iskamski književnosti s konca 10. stoletja v delu Ahsan Al-Taqasim Fi Ma'rifat Al-Aqalim (Opis Sirije (vključno s Palestino)) arabskega geografa al-Mukadasija. Al-Mukadasi v svojem delu, dokončanem leta 987, dvakrat piše o Turkmenih in jih umešča na mejo islamskega sveta v Srednji Aziji. Po mnenju srednjeveških islamskih avtorjev al-Birunija in al-Marvazija se je izraz Turkmen nanašal na Oguze, ki so spreobrnili v islam. Trditev ni povsem točna, saj so se Turkmeni imenovali tudi neoguški Turki, na primer Karluki. Kasneje v srednjem veku se je izraz Turkmen pogosto uporabljal za Oguške Turke, zahodno turško ljudstvo, ki je v 8. stoletju ustanovilo veliko plemensko zvezo, imenovano Oguški Jabgu. Ta politična skupnost, katere prebivalci so govorili oguško turško, je zasedala ozemlje med Aralskim in Kaspijskim jezerom v Srednji Aziji.
Seldžuki so se pojavili v začetku 11. stoletja v Mavaranharju. Muslimanski Oguzi, ki so jih takrat na splošno označevali za Turkmene, so se zbrali okoli plemena Kinik, ki je predstavljalo jedro bodoče seldžuške plemenske zveze in države, ki so jo ustvarili v 11. stoletju.
V seldžuškem obdobju in kasneje so sultani v delih Bližnjega in Srednjega vzhoda ustanavljali vojaška naselja, da bi okrepili svojo moč. Velika turkmenska naselja so ustanovili v Siriji, Iraku in vzhodni Anatoliji. Po bitki pri Manzikertu leta 1071 so se Oguzi naselili po vsej Anatoliji in Azerbajdžanu. V 11. stoletju so gosto naselili Aran južno od Kavkaza. Al-Marvazi, perzijski pisatelj iz 12. stoletja, je pisal o prihodu Turkmenov v muslimanske dežele in jih prikazal kot ljudi plemenitega značaja, zaradi nomadskega načina življenja močne in vztrajne v boju.
Izraz 'Turkoman', ki je v zahodni svet vstopil v 12. stoletju prek Bizantincev, je do začetka 13. stoletja postal endonim tudi med samimi Oguzi.
Med Turkmene sta spadali tudi plemeni Jiva in Bajandur, iz katerih so nastali vladajoči klani držav Kara Kojunlu in Ak Kojunlu. Po padcu Ak Kojunluja so se turkmenska plemena, deloma pod svojim imenom, na primer Afšarji, Hajiluji, Pornaki, Degerji in Mavseluji, združila v turkmensko plemensko zvezo Kizilbaš. 

## Kultura

### Vera
Do 10. stoletja so bili Turkmeni pretežno muslimani. Kasneje so se razdelili na sunitsko in šiitsko vejo islama. Srednjeveški Turkmeni so s svojimi obsežnimi osvajanji prej krščanskih dežel, zlasti bizantinske Anatolije in Kavkaza, znatno prispevali k širjenju islama.

### Jezik
Turkmeni so govorili predvsem jezike, ki so pripadali oguški veji turških jezikov. V to skupino jezikov in narečij so spadale tudi seldžuščina ter stara anatolska turščina in stara osmanska turščina. Kašgari je navedel fonetične, leksikalne in slovnične značilnosti jezika oguških Turkmenov, opredelil več narečij in predstavil nekaj primerov, ki prikazujejo razlike.
Staroanatolski jezik, ki so ga v Anatolijo prinesli seldžuški Turkmeni, ki so se med seldžuško širitvijo v 11. stoletju preselili iz Srednje Azije proti zahodu v Horasan in od tam v Anatolijo, so Turkmeni na tem območju pogosto govorili do 15. stoletja. Vzporedno z njim se je v Anatoliji govorila stara osmanščina. Nekaj značilnosti teh jezikov se je preneslo tudi v sodobno turščino in azerbajdžanščino. 

### Književnost
Knjiga Dede Korkuta (turkmensko Kitaby Dädem Gorkut) velja za mojstrovino oguške književnosti. Med drugimi pomembnimi literarnimi deli, ki so nastala v visokem srednjem veku, so tudi epi Oguzname, Batalname, Danišmendname in Köroğlu, ki so del literarne zgodovine Azerbajdžancev, Turkov v Turčiji in Turkmenov.
Knjiga Dede Korkuta je zbirka epov in zgodb, ki pričajo o jeziku, načinu življenja, religijah, izročilih in družbenih normah oguških Turkov.

### Sodobna raba imena
V Anatoliji je v poznem srednjem veku izraz Turkmeni postopoma izpodrinil izraz Osmani. Osmanski vladajoči razred se je do 19. stoletja štel za Osmane.  Ko so Osmani konec 19. stoletja sprejeli evropske ideje nacionalizma, so se raje vrnili k bolj običajnemu izrazu Turki namesto Turkmeni. Pred tem se je izraz Turki uporabljal izključno za anatolske kmete.
Izraz Turkmeni se je še naprej uporabljal kot sopomenka za druga  turška ljudstva na tem območju, vključno s Turki, Tatari in Adžami, vse do začetka 20. stoletja. V začetku 21. stoletja je naziv Turkmen ostal naziv za polnomadska plemena Terekime, subetnične skupine azerbajdžanskega ljudstva.
V začetku 21. stoletja etnonima Turkoman in Turkmen še vedno uporabljajo Turkmeni v Turkmenistanu, ki imajo precejšnje skupine svojih sonarodnjakov v Iranu, Afganistanu, Rusiji,  Uzbekistanu, Tadžikistanu in Pakistanu. Potomci oguških Turkov so tudi iraški in sirski Turkmeni, ki se večinoma držijo anatolske turške dediščine in identitete. Večina iraških in sirskih Turkmenov je potomcev osmanskih vojakov, trgovcev in javnih uslužbencev, ki so bili med vladavino Osmanskega cesarstva poslani v Irak iz Anatolije. Turki v Izraelu  in Libanonu,  turške subetnične skupine Jorukov, Karapapaki (subetnična skupina Azerbajdžancev) se tudi štejejo za Turkmene.

## Države in dinastije turkmenskega porekla
| Ime | Leta            | Zemljavid | Komentar                                                        |
| --- | --------------- | --------- | --------------------------------------------------------------- |
| Seldžuško cesarstvo | 1037–1194       |           | Vladajoča dinastija je izvirala iz plemena Kinik Oguških Turkov |
| Ahmadili | 1122–1225       | –         | –                                                               |
| Salguridi | 1148–1282       | –         | Vladajoča dinastija je izvirala iz plemena Salur Oguških Turkov |
| Zengidi | 1127–1250       |           | –                                                               |
| Osmansko cesarstvo | okoli 1299–1922 |           | Ustanovitelj Osman I. je bil turkmenski plemenski poglavar      |
| Kara Kojunlu | 1374–1468       |           | Vladajoča dinastija je bila iz plemena Jiva Oguških Turkov      |
| Ak Kojunlu | 1378–1508       |           | Vladajoča dinastija je bila iz plemena Bajandur Oguških Turkov  |
| Safavidi | 1501–1736       |           | Turško govoreči in poturčeni                                    |
| Golkondski sultanat | 1518–1687       |           | Nasledniki Kara Kojunlu                                         |
| Afšaridi | 1736–1796       |           | Vladajoča dinastija je izvirala iz plemena Afšar Oguških Turkov |
| Kadžarski Iran | 1789-1925       |           | Vladajoča dinastija je izvirala iz plemena Bajat Oguških Turkov |
| Turkomani so ustanovili tudi veliko majhnih držav v Anatoliji in drugod; ena od držav v Anatoliji se je razvila v Osmansko cesarstvo |                 |           |                                                                 |

## Dodatno branje
- Kellner-Heinkele, Barbara (2000). "Türkmen". V Bearman, P.J.; Bianquis, Th.; Bosworth, C. E.; van Donzel, E. & Heinrichs, W. P. (eds.). The Encyclopaedia of Islam, Second Edition. Volume X: T–U. Leiden: E. J. Brill. str. 682–685. ISBN 978-90-04-11211-7.
- Faruk Sümer (1988–2016). "TÜRKMENLER XI. yüzyıldan itibaren Oğuzlar'a verilen ad.". TDV Encyclopedia of Islam (44+2 vols.) (in Turkish). Istanbul: Turkiye Diyanet Foundation, Centre for Islamic Studies.